# Junkers Ju 290
El Junkers Ju 290 era un avió alemany quadrimotor de transport de llarg abast i de patrulla marítima utilitzat per la Luftwaffe a finals de la Segona Guerra Mundial

## Disseny i desenvolupament
El Junkers Ju 290 es va desenvolupar directament a partir de l’avió de passatgers Ju 90, versions del qual s'havien avaluat amb finalitats militars anteriorment, i tenia per objectiu substituir el Focke-Wulf Fw 200 Condor que cap al 1942 es va demostrar cada cop més vulnerable quan s'enfrontava amb avions de la Royal Air Force. El Ju 290 també estava pensat per satisfer la necessitat de grans aeronaus de transport. Es va planificar una versió bombarder, l'A-8, però mai es va construir
El programa de desenvolupament va derivar en el prototip Ju 290 V1, que va volar per primera vegada el 16 de juliol de 1942. El disseny incloïa un fuselatge allargat, motors més potents i una rampa de càrrega posterior hidràulica. Tant el V1 com els primers vuit avions de producció A-1 eren transports sense armes.

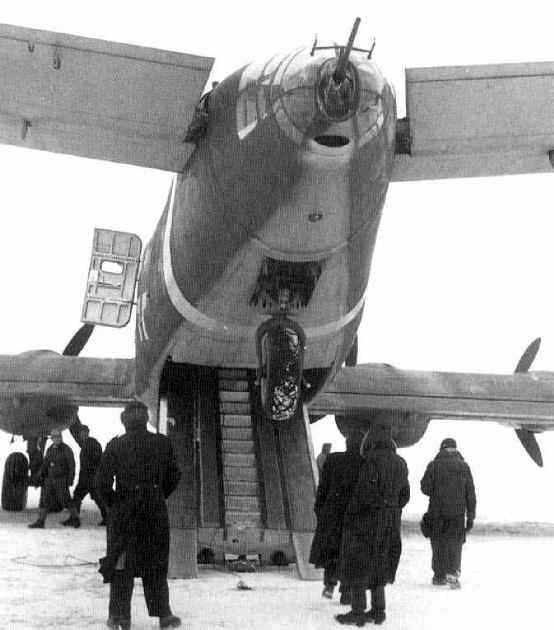
Rampa de càrrega del Ju 290

La necessitat urgent del Ju 290 en el paper de reconeixement marítim de llarg abast també era una gran prioritat, i es va traduir en el Ju 290A-2. Tres avions A-1 van ser convertits a l'especificació A-2 a la cadena de muntatge. La producció fou lenta a causa de les modificacions necessàries i la instal·lació d’un fort armament defensiu. L'A-2 estava equipat amb un radar de cerca en la banda UHF FuG 200 Hohentwiel i una torreta dorsal equipada amb un canó MG 151 de 20 mm. El radar Hohentwiel es va utilitzar amb èxit per localitzar combois aliats a intervals de fins a 80 km des d'una altitud de 500 m o 100 km des d'una altitud de 1.000 m. Va permetre al Ju 290 rastrejar combois mentre es mantenia fora de l'abast de l'armament antiaeri i dels caces embarcats.
La versió A-3 va seguir poc després amb equips de navegació addicionals i un armament defensiu més pesant. Comptava amb dues torretes dorsals armades amb canons MG 151/20 de 20 mm, una posició ventral armada amb una MG 151 de 20 mm i una metralladora MG 131 de 13 mm i una MG 151/20 de 20 mm instal·lada a la cua. També es van col·locar dos MG 131 de 13 mm en posicions laterals. L'A-3, juntament amb l'A-2, també disposaven de grans dipòsits auxiliars de combustible. Tots dos van retenir la rampa de càrrega posterior per tal que es poguessin utilitzar com a transports si es requerís
Els canvis menors en l'armament distingiren l'A-3 i l'A-4, donant lloc a la variant A-5 definitiva. L'A-6 era un avió de transport de 50 passatgers.
La versió millorada A-7 va aparèixer a la primavera de 1944; se'n van completar 13 i 10 van servir amb el grup de reconeixement de llarg abast, Fernaufklärungsgruppe (FAGr 5). Alguns A-7 i alguns A-4 van ser equipats amb una torreta frontal abatible armada amb un MG 151/20 de 20 mm per a una defensa addicional contra els atacs frontals. Es pretenia que l'A-5 i A-7 estiguessin equipats amb el sistema de guiatge radiofònic KeG FuG 203 Kehl per llançar míssils anti-vaixell, guiats per MCLOS, Fritz X i Hs 293.

## Ús operacional
El prototip i els primers avions de producció del Ju 290 van ser utilitzats pel Kampfgeschwader 200 des de principis de gener de 1943 i es van utilitzar per enviar subministraments i evacuar ferits durant la batalla de Stalingrad. El Ju 290 V1 es va estavellar el 13 de gener de 1943 amb 75 ferits a bord quan s'enlairava sota el foc enemic des de Pitomnik, Cinc dels sis membres de la tripulació i 40 ferits van morir-hi. Va ser un dels pitjors accidents aeris de la Luftwaffe
A partir de març de 1943, l'Esquadró de Transport aeri 290 (LTS 290) va desplegar dos Ju 290 A-1 al Mediterrani, on es van perdre a Tunísia a l'abril i al maig de 1943.
Una part important dels avions de reconeixement que es van construir van ser utilitzats en el Grup de Reconeixement Remot 5 (FAGr 5). Els avions estaven equipats amb el dispositiu de cerca del vaixell FuG 200 Hohentwiel. El primer vol va tenir lloc el 15 de novembre de 1943 sobre l'Atlàntic. Fins al 16 d’agost de 1944 s'utilitzava com a base la base aèria militar de Mont-de-Marsan.
El Ju 290A-6 a l'abril de 1945 va volar des de Múnic a Barcelona on va quedar internat, el 1950 el govern espanyol el va comprar a la Comissió Aliada i el va operar l'Exercit de l'Aire fins que es va estavellar el mateix any